# Nihonbashi
Nihonbashi (日本橋, letterlijk vertaald Japanbrug), of Nihombashi, is een zakendistrict in  Chūō, Tokio, Japan, gelegen rond de gelijknamige brug over de Nihonbashi-rivier. In 1603 werd de eerste houten brug gebouwd en de huidige stenen brug dateert uit 1911.

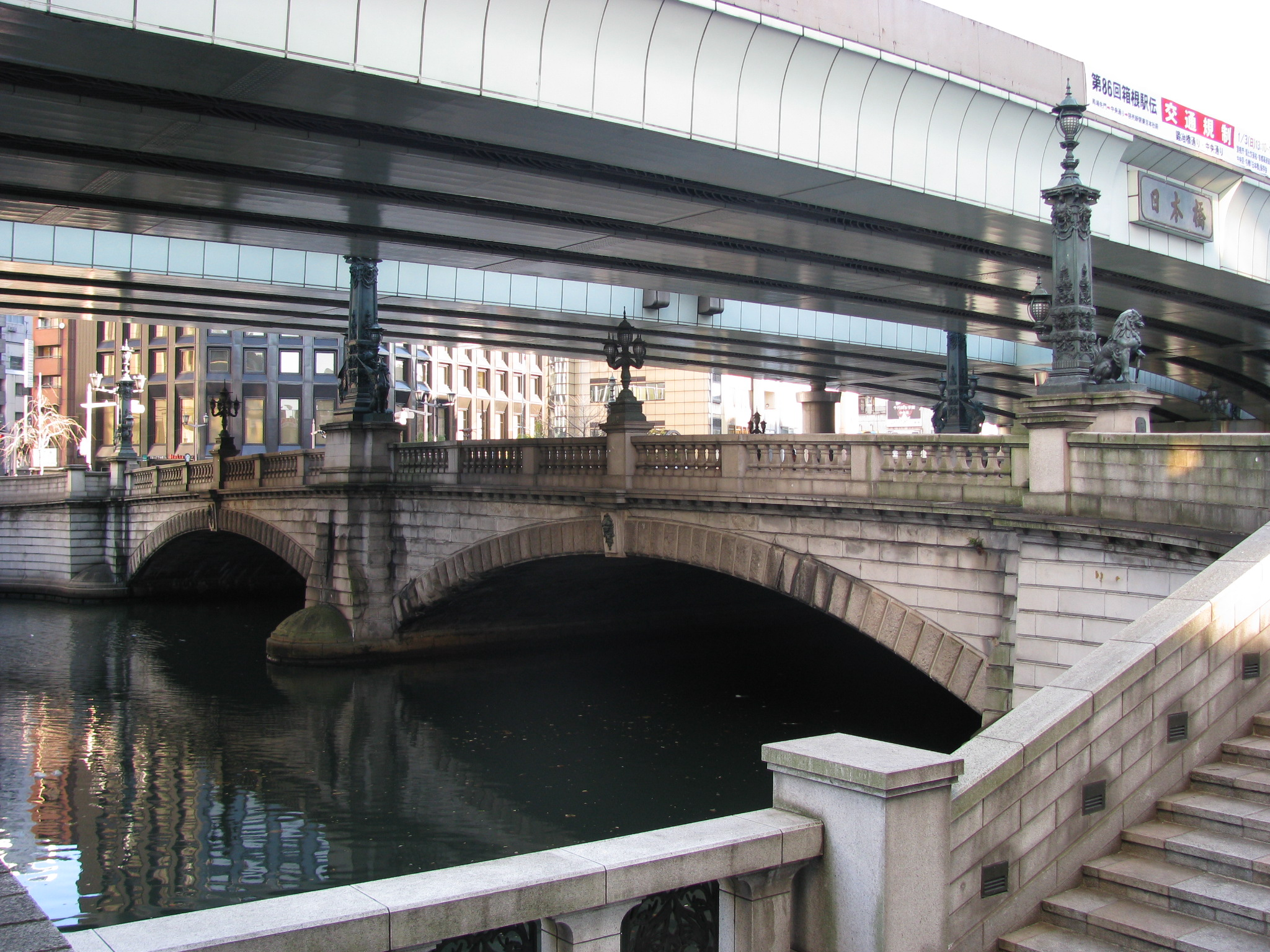
Nihonbashi (Nihonbrug)

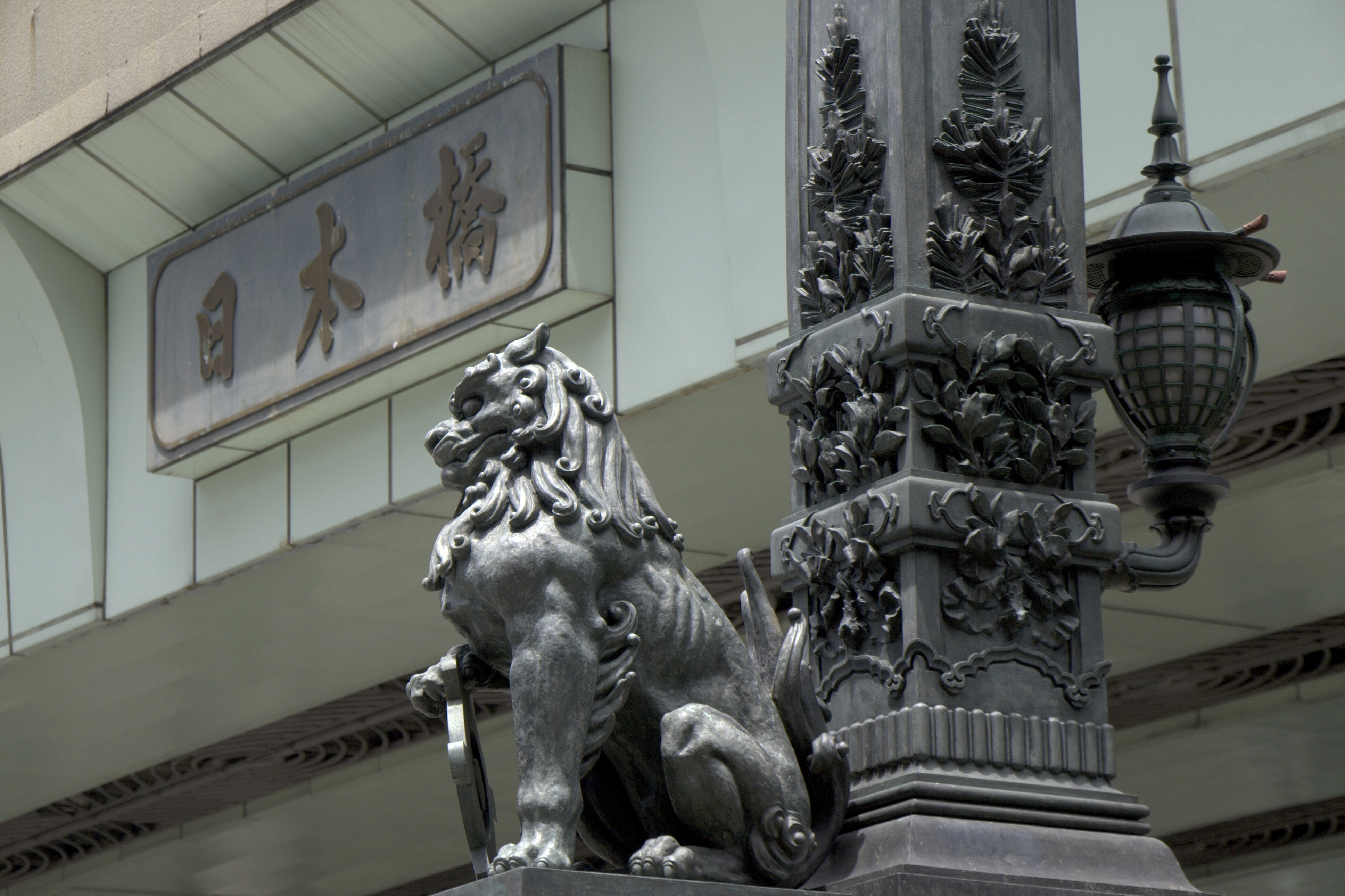
Leeuw op lantaarnpaal op de brug

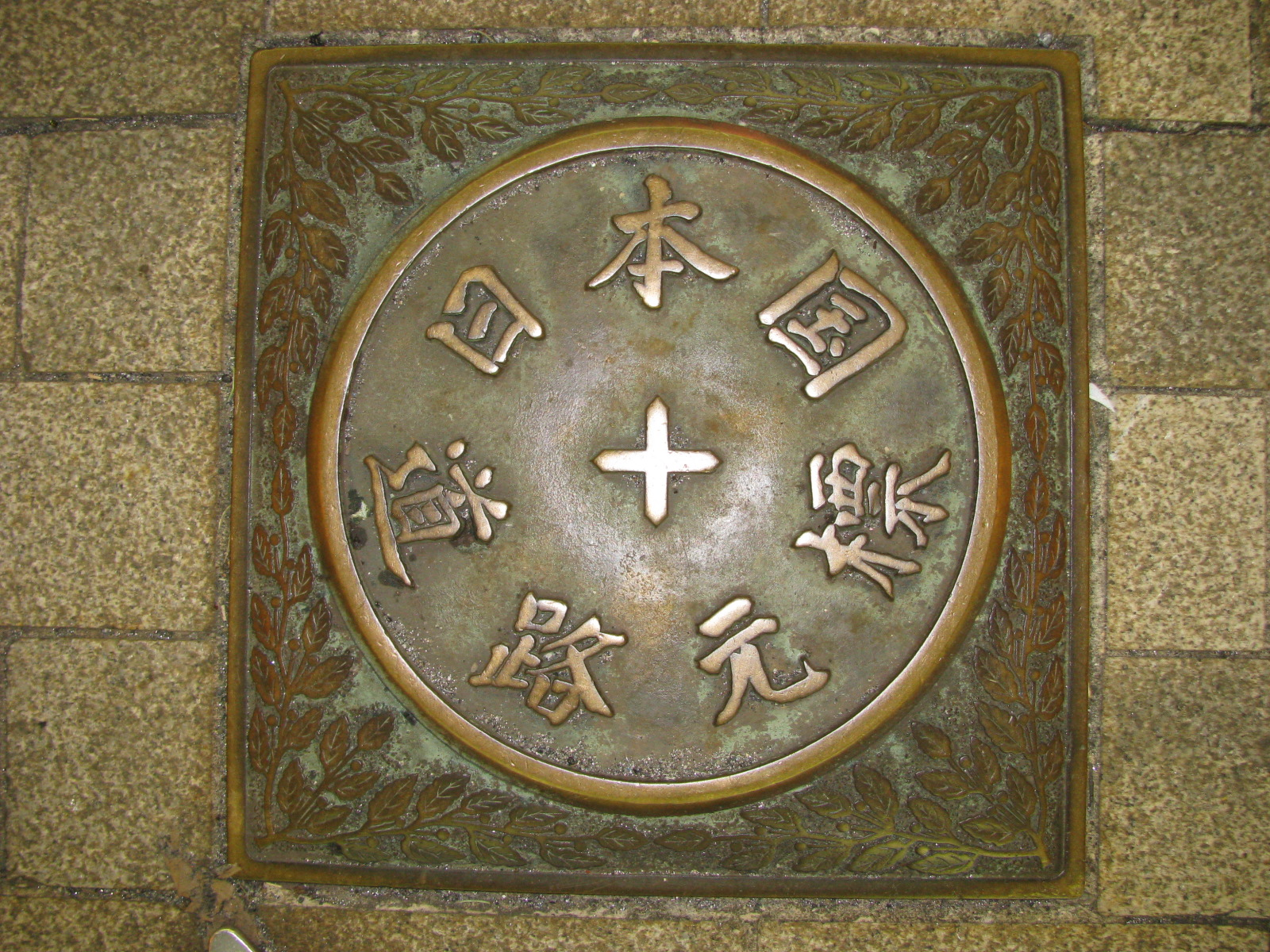
Het nul-kilometerpunt op het midden van de brug

Het district beslaat een groot gebied ten noorden en oosten van de brug. In het noorden grenst het aan Akihabara, in het oosten aan de Sumida, in het westen aan Otemachi en in het zuiden aan Yaesu en Ginza.

## Geschiedenis
Gedurende de Edoperiode was het district Nihonbashi een groot mercantilistisch centrum. De ontwikkeling van het district wordt grotendeels toegewezen aan de familie Mitsui, die hier onder andere het eerste warenhuis van Japan bouwden. De vismarkt die in de Edoperiode in Nihonbashi was gevestigd, was de voorloper van de huidige vismarkt van Tsukiji.
De bekende brug waar het district naar is vernoemd, werd gebouwd in de 17e eeuw. De brug stond aanvankelijk bekend als Edobashi, ofwel “Edobrug”. In de Meijiperiode werd de houten brug vervangen door een stenen brug, die er vandaag de dag nog ligt. Vanaf deze brug worden afstanden gemeten vanuit Tokio naar andere steden. De brug markeerde het begin van de Go-kaido, vijf beroemde postwegen die Edo, de administratieve hoofdstad van de shogun, met de keizerlijke hoofdstad Kioto en andere belangrijke steden van het land met elkaar verbonden.
Kort voor de Olympische Zomerspelen 1964, werd een moderne snelweg, de Shuto-autosnelweg, over de Nihonbrug gebouwd. Hierdoor werd het uitzicht op de Fuji vanaf de brug verstoord. Meerdere malen zijn stemmen opgegaan om de snelweg te verplaatsen of ondergronds aan te leggen, maar deze plannen zijn steeds van tafel geveegd wegens geldgebrek.

## Plaatsen in Nihonbashi
- Bank van Japan
- De warenhuizen Mitsukoshi en Takashimaya
- Nihonbashi Mitsui Tower
  - Mandarin Oriental Tokyo
- Tokyo Stock Exchange
- Het nul-kilometerpunt van waar alle afstanden van de Japanse nationale autowegen worden gemeten.

## Foto's

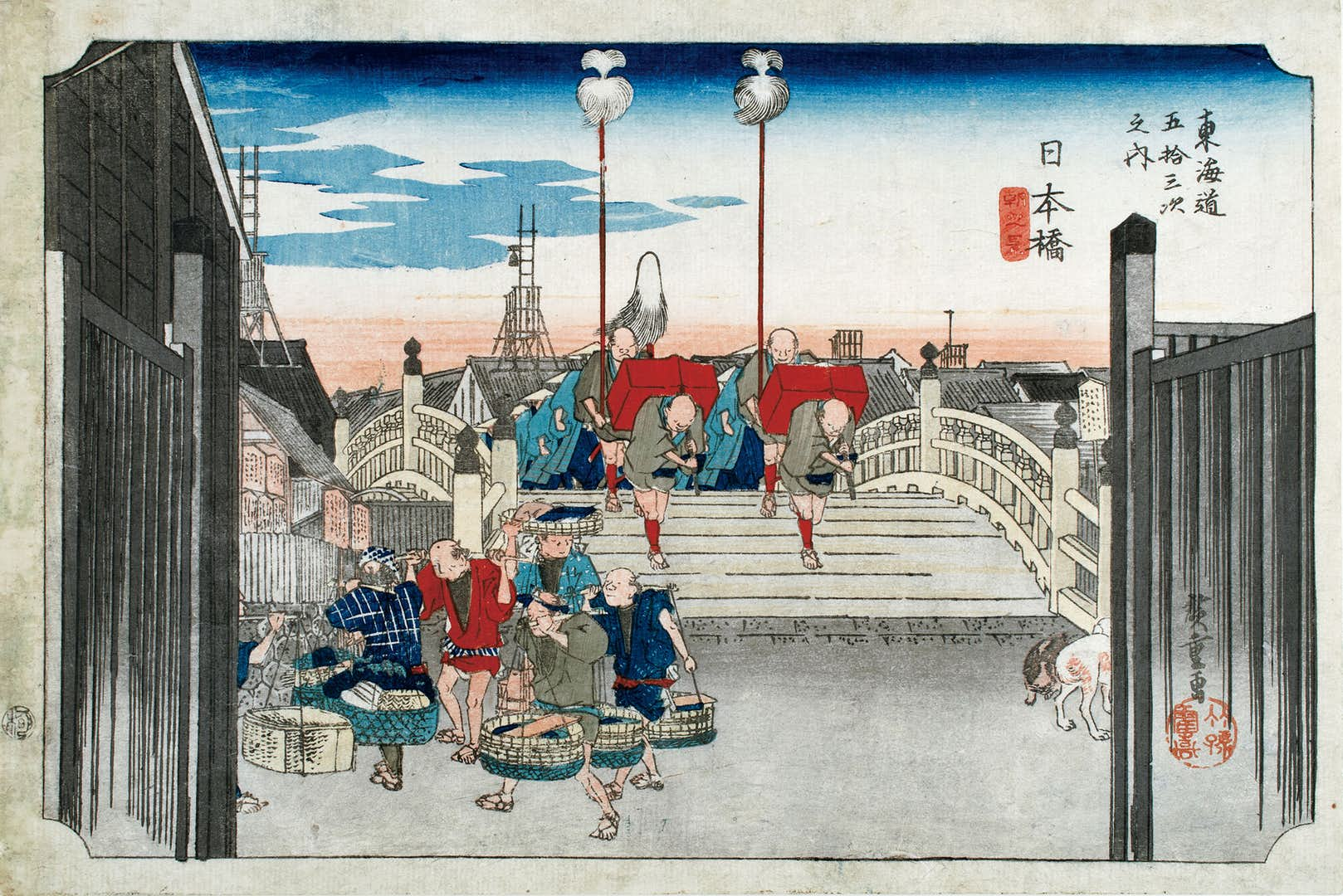
Ukiyo-e van Nihonbashi, door Hiroshige
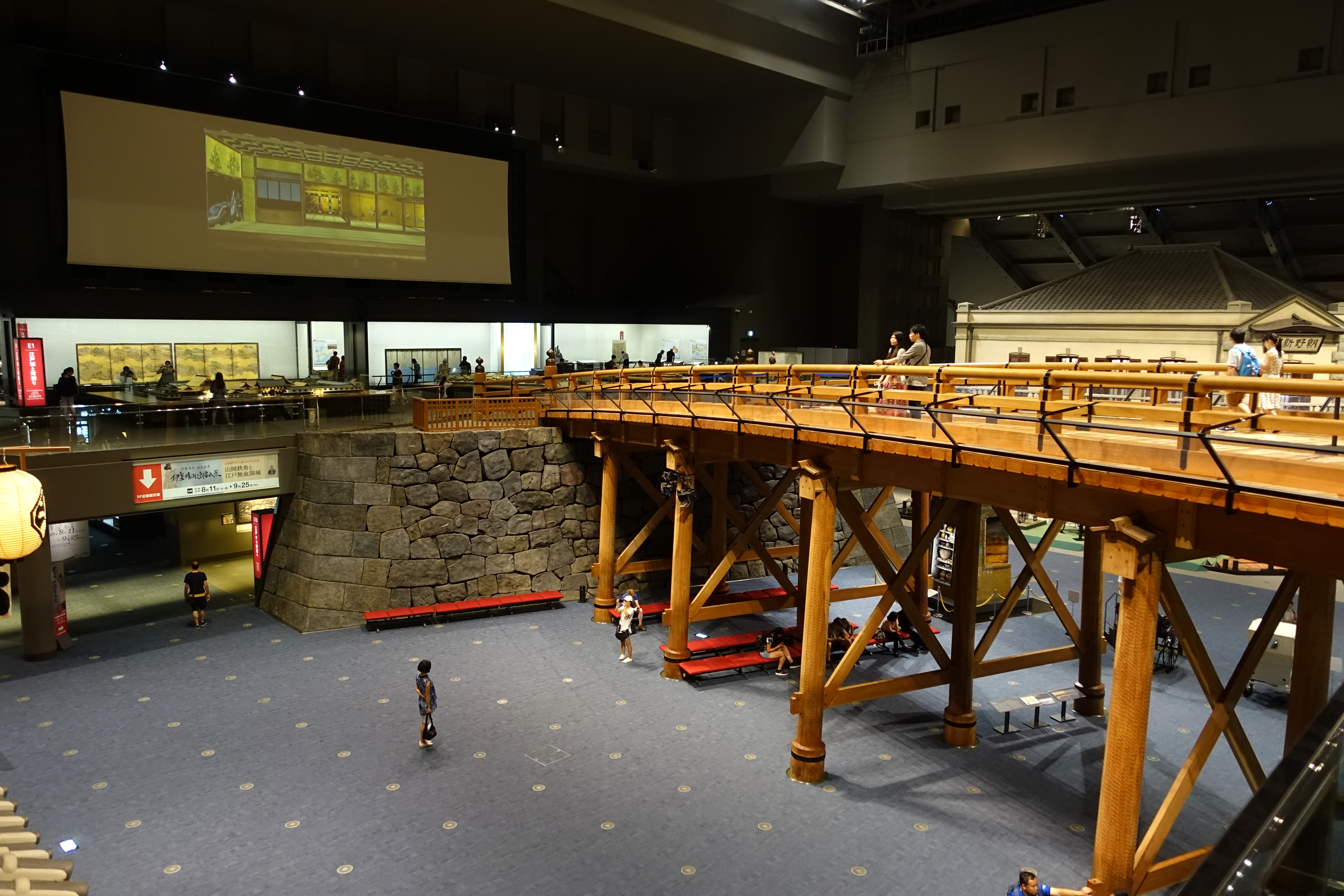
Replica van de brug in het Edo-Tokyomuseum
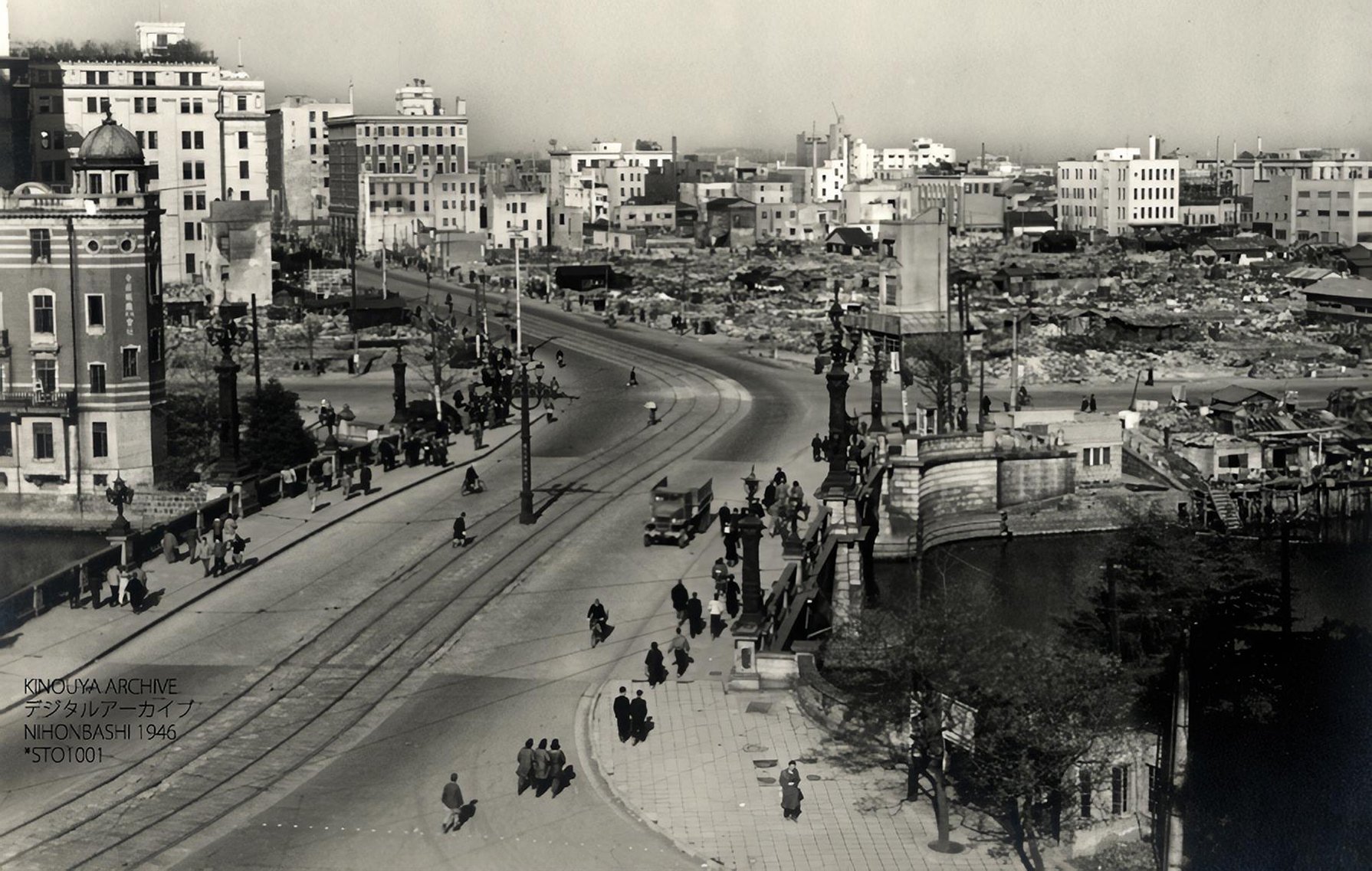
De brug omstreeks 1946

Akasaka · Akihabara · Aomi · Aoyama · Ariake · Asagaya · Asakusa · Asakusabashi · Azabu · Daikanyama · Den-en-chōfu · Ebisu · Futako Tamagawa · Ginza · Gotanda · Hamamatsuchō · Harajuku · Hibiya · Hongō · Ichigaya · Iidabashi · Ikebukuro · Iwamotochō · Jiyūgaoka · Jinbōchō · Jūjō · Kabukichō · Kagurazaka · Kajichō · Kanda · Kasumigaseki · Kichijōji · Koishikawa · Kugayama · Kyōbashi · Kōenji · Kōjimachi · Marunouchi · Mita · Nagata · Nihonbashi · Nishi Shinjuku · Ochanomizu · Odaiba · Ogawamachi · Ōizumigakuenchō · Omori · Omotesandō · Otemachi · Roppongi · Ryogoku · Sanya · Sendagaya · Shiba · Shibaura · Shibuya · Shimo-Kitazawa · Shinbashi · Shinjuku · Shinjuku ni-chōme · Shiodome · Shirokane · Shirokanedai · Sugamo · Surugadai · Takadanobaba · Takanawa · Tamachi · Tateishi · Tatsumi · Toyosu · Tsuki no Misaki · Tsukiji · Tsukishima · Uchi-Kanda · Ueno · Wakasu · Yaesu · Yayoi · Yoga · Yotsuya · Yoyogi · Yūrakuchō